# National Bowl

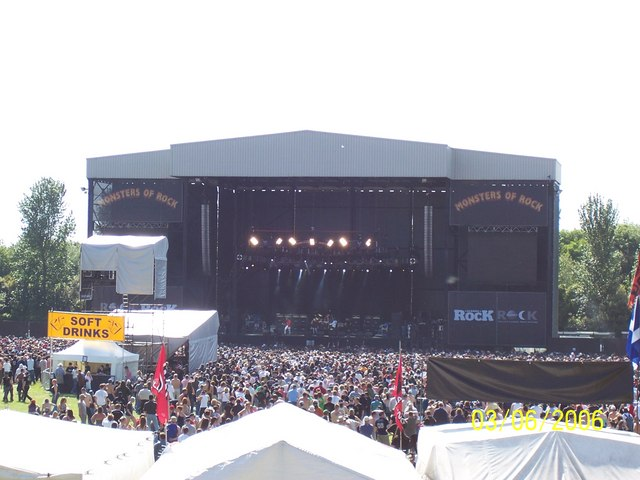
MK Bowl Stage

National Bowl es un recinto para entretenimiento con una capacidad para 65,000 personas ubicado en Milton Keynes a las afueras de Londres en el Reino Unido
Durante su gira Hot Space Tour en 1982, Queen realizó un concierto en el National Bowl, que fue lanzado en el DVD Queen on Fire - Live at the Bowl (2004). Al igual que Queen, Linkin Park hizo un DVD de su concierto, llamado "Road To Revolution: Live at Milton Keynes". En 2005 Green Day publicó su DVD Bullet in a Bible, concierto filmado en vivo en el National Bowl, y este fue el séptimo mayor concierto de una sola banda de la historia.

## Artistas que se presentaron
- Prodigy (2010), AC/DC (2001),  Angel City, Alice Cooper (2006)
- Blazin' Squad, Black Sabbath (1998, 2001), Blue, Blur) (1995), Bon Jovi (1989, 1993, 1996, 2001, 2006), Bruce Springsteen (1993), Bryan Adams (1991), Busted (2003)
- Charlotte Church (2005), The Cult (1986)
- Deep Purple (2006), Diamond Head (1993)
- Desmond Dekker (1979)
- Erasure (1990), Eminem (2003)
- David Bowie (1983, 1990)
- Gary Glitter (1984), Genesis (reunion with Peter Gabriel and Steve Hackett) (1982), Geno Washington (1979), Girls Aloud, Guns N' Roses (1993)
- Ian Van Dahl
- Jamiroquai (1994), Javine, Journey (2006)
- Green Day (2005)[1]
- Linkin Park (2008)
- Marillion (1984 & 86), Marilyn Manson (1999), Mark Owen, McFly (2004, 2005), Megadeth (1993), Metallica (1993, 1999), Michael Jackson (1988), Ministry (1999) Monsters of Rock (2006) Muse (2023)
- Natasha Bedingfield (2004), Nazareth (1984), Nickelback (2006), Nigel Kennedy (1999)
- Phixx, Placebo (1999), The Police (1980)
- Oasis (2005),
- Queen (1982), Queensrÿche (2006)
- Rachel Stevens (2005), R.E.M (1985, 1995), Robbie Williams (2001, 2006), Ronan Keating (2002, 2003),
- Squeeze (1980), Simple Minds (1986, 1991), Simply Red (2003), Status Quo (1984), The Stranglers (1988)
- Take That (2006), Ted Nugent (2006), The Almighty (1993) Thunder (2006), Thin Lizzy (1981)
- UB40 (1980, 1994), U2 (1985)
- V, VS
- ZZ Top (1991)
- The 411, 50 Cent
- Swedish House Mafia (2012)
- Europe (1989)